# エムブラ (小惑星)
エムブラ (4895 Embla) は、小惑星帯の小惑星。デンマークのブロルフェルド天文台でポール・イェンセンが発見した。
北欧神話に登場する、神々によって創造された最初の女性エムブラに因んで名付けられた。彼女と共に創造された最初の男性アスクの名も、一つ前の小惑星4894番に命名されている。